# Heteropoda gemella
Heteropoda gemella là một loài nhện trong họ Sparassidae.
Loài này thuộc chi Heteropoda. Heteropoda gemella được Eugène Simon miêu tả năm 1877.